# Iznoskovskij rajon
L'Iznoskovskij rajon (in russo Износковский район?) è un rajon dell'Oblast' di Kaluga, nella Russia europea; il capoluogo è Iznoski. Istituito nel 1929, ricopre una superficie di 1.333,8 chilometri quadrati.